# Pedró de Sant Baldiri
El Pedró de Sant Baldiri és un pedró de Sant Boi de Lluçanès (Osona) inclosa a l'Inventari del Patrimoni Arquitectònic de Catalunya.

## Descripció
Es tracta d'una construcció de planta quadrada i alçat rectangular amb coberta monolítica a quatre vents. Els murs són de pedres irregulars i estan quasi totalment recoberts d'arrebossat i pintats de blanc. El padró està elevat sobre dos graons. A la part baixa de la coberta i a manera d'imposta que sobresurt hi ha un fris de rajola que alterna les rajoles vermelles rectangulars amb les quadres blanques i blaves de tradició valenciana. A la part alta de la teulada hi ha una creu de ferro forjat que remata el conjunt. La fornícula és elevada i amb arc rebaixat i tapada amb una reixa. Sota la fornícula hi ha una inscripció: "SANT BLADIRI TON PATRO/ ET DONARA BON CAMI/ SI AL PASSAR TU PER AQUI/ LI RESES AMB DEBOCIO/ UN PARE NOSTRE I AVE MARIA".

## Història
Va ser restaurat cap a l'any 1940.